# The Godzilla Power Hour
The Godzilla Power Hour é um desenho animado nipo-estadunidense que estreou nos EUA em 1978.

## História
Produzido pela Hanna-Barbera, o desenho é uma adaptação dos filmes japoneses da Toho Co. Ltd. Exibido juntamente com Jana das Selvas, daí o aspecto "hora poderosa" do título, a série continuou no ar até 1981, por um tempo exibido solo como O Show do Godzilla, até o seu término. No Japão, foi chamado simplesmente de Godzilla. Toho ajudou na produção, fazendo conceitos de monstros e animações.
O desenho passou no Brasil pela Rede Globo nos programas Xou da Xuxa, Sessão Aventura, TV Colosso e Angel Mix,  pela Rede Manchete nos programas Circo Alegre do Carequinha e Lupu Limpim Clapa Topo.
Em Portugal, a série foi transmitida pela RTP2 em 1984, na versão original com legendas.
No desenho, Godzilla ajuda a rede de pesquisas U.S. Calico a enfrentar monstros agressivos e arrogantes. Seus poderes são bafo de fogo e raios lasers.
Hanna-Barbera escalou o ator Ted Cassidy para os rugidos, igualzinho ao seu papel em O Incrível Hulk. No Japão, o compositor Akira Ifukube reusou os rugidos oficiais do Godzilla e removeu os efeitos de áudio de Ted Cassidy que a Hanna-Barbera usou.
Godzooky é o sobrinho do Godzilla que é o responsável pelas melhores cenas cômicas do desenho. Ele pode flutuar com suas asinhas, mesmo que Godzilla não consiga voar. A voz é de Don Messick.
A fórmula do desenho viria a ser usada anos depois no novo desenho da Adelaide Productions Godzilla The Series.

## Dubladores

### Nos Estados Unidos
- Godzilla: Ted Cassidy
- Godzooky: Don Messick
- Capitão Carl Majors: Jeff David
- Dra. Quinn Darien: Brenda Thompson
- Brock: Hilly Hicks
- Pete: Al Eisenmann

### No Brasil
- Godzilla: efeitos vocais de Ted Cassidy mantidos no original
- Godzooky: efeitos vocais de Don Messick mantidos no original
- Capitão Carl Majors: André Filho
- Dra. Quinn Darien: Adalmária Mesquita
- Brock: Júlio Chaves
- Pete: Cleonir dos Santos